# تری سنفورد
تری سنفورد (به انگلیسی: Terry Sanford) سناتور سابق عضو حزب دموکرات ایالات متحده آمریکا بود. وی در سال ۱۹۸۶ تا ۱۹۹۳ میلادی سناتور ایالت کارولینای شمالی در سنای ایالات متحده آمریکا بود.